# Pepi II
Pepi II was een farao van de 6e dynastie. Zijn tweede naam, Neferkare, betekent "Mooi is de Ka van Re". De Griekse vorm van zijn naam, zoals vermeld door Manetho, is Phiops.

## Biografie
Pepi II was een zoon van Pepi I en koningin Anchesenpepi II, en ook stiefbroer van Merenre I, de troonopvolger zoon van de eerste vrouw van Pepi I, Anchesenpepi I. Zijn moeder Anchesenpepi II (ook bekend als Anchesenmeryre II) regeerde in naam van Pepi II, toen hij op zesjarige leeftijd de troon erfde. Zij behoorde tot een invloedrijke familie, was de zus van Anchesenmeryre I, beiden dochters van de lokale prins Choei en diens vrouw Nebet. Zij voedde de jonge pretendent op, geholpen door haar broer Djaoe, die later vizier werd. Daarbij wist zij de stabiliteit in Egypte te bewaren.
De koning leidde expedities naar de mijnen in Hat-noeb en in de Sinaï. Hij voerde oorlog in Nubië, Libië en Azië en ging naar het land Poent toe. De regeerperiode van Pepi II werd gekenmerkt door een langzaam verval van de binnenlandse situatie.
Omdat de Turijnse papyrus en Manetho vermelden dat hij 90 jaar of langer regeerde, is Pepi II bekend geraakt als de 'langstregerende monarch' ooit. Sommige archeologen vinden deze extreem lange regeerperiode ongeloofwaardig. Volgens dezelfde bronnen werd hij opgevolgd door zijn zoon Merenre II die al na een jaar overleed. Niet lang hierna eindigde het Oude Rijk en namen de ongeregeldheden toe in de periode die door de Egyptologen de Eerste Tussenperiode wordt genoemd. In deze bewogen tijd volgden verschillende kleine heersers elkaar op, die slechts korte tijd op de troon bleven.

## Bouwwerken

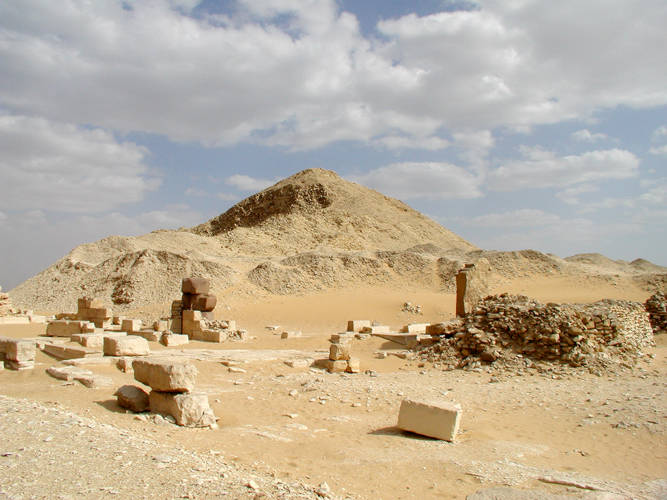
Piramide van Pepi II